# Her Soul's Inspiration
Her Soul's Inspiration (o Mary Keep Your Feet Still) è un film muto del 1917 diretto da Jack Conway. La sceneggiatura di Maie B. Havey si basa su Mary Keep Your Feet Still, racconto di Harris Anson di cui non si conosce la data di pubblicazione.

## Produzione
La pellicola - che in origine doveva intitolarsi Mary Keep Your Feet Still come il racconto originale a cui si ispira il film - fu prodotta dall'Universal Film Manufacturing Company (come Bluebird Photoplays).

## Distribuzione
Il copyright del film, richiesto dalla Bluebird Photoplays, Inc., fu registrato il 3 gennaio 1917 con il numero LP9892. Distribuito dall'Universal Film Manufacturing Company, il film uscì nelle sale cinematografiche statunitensi il 15 gennaio 1917.